# Morning in Long Island
Morning in Long Island (signifiant en français : « matin à Long Island ») est une œuvre du compositeur français Pascal Dusapin composée en 2010.

## Historique
Le compositeur a raconté la genèse de cette œuvre, fondée sur un souvenir d'octobre 1988, alors qu'il était aux États-Unis à Long Island avec le poète Olivier Cadiot. De retour d'une promenade sur la plage, il partage son émerveillement à son ami qui lui suggère d'écrire une œuvre intitulée Morning in Long Island.
Cette idée se concrétise à la faveur d'une commande de Radio France, la BBC, l'Orchestre philharmonique de Séoul et MITO SettembreMusica. Morning in Long Island est créé le 24 juin 2011 à la Salle Pleyel à Paris, par l'Orchestre philharmonique de Radio France dirigé par Myung-Whun Chung.

## Structure
1. Fragile
2. Interlude
3. Simplement
4. Swinging

Son exécution dure environ 33 minutes.

## Discographie
- [Morning in Long Island], Orchestre philharmonique de Radio France dirigé par Myung-Whun Chung, Deutsche Grammophon, 2014[3].